# Epistenia cyanea
Epistenia cyanea is een vliesvleugelig insect uit de familie Pteromalidae. De wetenschappelijke naam is voor het eerst geldig gepubliceerd in 1804 door Fabricius.